# Сунан Ампел
Сунан Ампел (индон. Sunan Ampel; 1401, Тямпа — 1481, Демак; он же Раден Ахмат) — один из первых распространителей ислама на Яве.

## Краткая биография
Сын арабского миссионера и дочери правителя Тямпы. Получил религиозное образование. В возрасте двадцати лет отправился в Маджапахит. По пути останавливался в Палембанге и Гресике, где приобщил к исламу часть населения. Был назначен наместником Ампела (в районе нынешней Сурабаи).
Вёл активную миссионерскую деятельность, воспитал много учеников, продолживших его дело: Маулана Исхак в Баламбангане, Раден Патах — в Демаке, Шейх Халифах — на о. Мадура. При нём построены первые мечети на Яве, в миссионерских целях стал использоваться ваянг.
Впоследствии был отнесён к числу девяти вали (Wali Sanga). Могила в окрестностях Сурабаи стала местом паломничества.